# Thelephora paraguayensis
Thelephora paraguayensis är en svampart som beskrevs av Corner 1968. Thelephora paraguayensis ingår i släktet vårtöron och familjen Thelephoraceae.   Inga underarter finns listade i Catalogue of Life.